# Terminološki slovar
Terminološki ali izrazijski slovar je vrsta slovarja, ki se od drugih loči po tem, da obravnava strokovno izrazje (têrmine).
Naslovniki terminoloških slovarjev običajno sodijo v eno od treh kategorij:
- strokovnjaki iz jezikoslovja (npr. prevajalci, lektorji),
- področni strokovnjaki ali študenti obravnavanega področja,
- drugi, ki (poklicno) delujejo na obravnavanem področju (npr. prodajalci, tehniki) ali se za obravnavano področje zanimajo ljubiteljsko.

## Terminološki slovarji v slovenščini
Za prvi slovenski terminološki slovar velja delo pravnika in jezikoslovca Mateja Cigaleta Znanstvena terminologija s posebnim ozirom na srednja učilišča iz leta 1880. Sicer pa je bila osrednja slovarska pozornost na Slovenskem v preteklih stoletjih namenjena izdelavi splošnih slovarjev. Po osamosvojitvi pa je izšlo veliko strokovnih slovarjev, ki so se začeli izdelovati še v času, ko je bila Slovenija del Jugoslavije, končani in izdani pa so bili po letu 1990. Tako množica izdanih strokovnih slovarjev ne kaže na to, da je osamosvojitev vplivala na skrb za strokovno izrazje, ampak da jo je zelo okrepila. Naši terminološki slovarji so večinoma izvirno slovenski, se pravi delo slovenskih avtorjev. Sodobni izrazijski slovarji v slovenskem jeziku so na primer:
- Papirniški terminološki slovar (Znanstvenoraziskovalni center SAZU, Ljubljana 1996)
- Meteorološki teminološki slovar (Znanstvenoraziskovalni center SAZU in Društvo meteorologov Slovenije, Ljubljana 1990)
- Tehniški metalurški slovar (Mladinska knjiga, Ljubljana 1995)
- Tekstilni tehniški slovar (Zveza inženirjev in tehnikov tekstilcev Slovenije, 1983Zveza inženirjev in tehnikov tekstilcev Slovenije)
- Botanični terminološki slovar
- Farmacevtski terminološki slovar
- Slovenski smučarski slovar
- Gledališki terminološki slovar
- Čebelarski terminološki slovar
- Geološki terminološki slovar
- Gemološki terminološki slovar
- Geografski terminološki slovar
- Planinski terminološki slovar
- Bibliotekarski terminološki slovar